# Monumento natural Cañada Molina
El monumento natural Cañada Molina se encuentra en cercanías de la localidad de Huinganco, en el departamento Minas, en el noroeste de la provincia del Neuquén, en el sector cordillerano de la Patagonia de Argentina.

El objetivo de creación fue proteger la formación boscosa más septentrional de ciprés de la cordillera (Austrocedrus chilensis).

## Características generales
El área protegida fue creada mediante el decreto provincial n.º 2356/1993 de 21 de septiembre de 1993, con el objeto de preservar una superficie de 50 ha donde se conserva un relicto de ciprés de la cordillera y destinarla a perpetuidad a actividades educativas y científicas.

A rtículo 1º. Declárese Monumento Natural Provincial Cañada Molina al relicto de la especie Ciprés de la Cordillera (Austrocedrus chilensis) existente en el lugar así denominado, de aproximadamente 50 has. de superficie, ubicado en el Departamento Minas a 5 Km al Norte de la localidad de Huinganco.

Está ubicada en torno a la posición 37°06′S 70°41′O / -37.100, -70.683, a unos 5 km de la localidad de Huinganco, sobre ambos márgenes del arroyo Cañada Molina, sin llegar al punto de su desembocadura en el río Neuquén.
El ciprés de la cordillera es una especie de crecimiento lento, amenazada por fenómenos naturales, principalmente el fuego o antrópicos, como manejos forestales inapropiados, especialmente la tala rasa o la introducción de especies exóticas.
La característica distintiva de esta formación boscosa reside en la edad de sus ejemplares, que se estima en 1200 años.

Estos pequeños bosquecillos que se desarrollan en laderas rocosas de pendientes pronunciadas (35° a 45°) orientadas al sur son el remanente de grandes áreas de bosques sobreexplotadas en el pasado por la calidad de su madera, utilizada en construcciones mineras o como combustible.

## Flora y fauna
Además de los citados cipreses de la cordillera, la cobertura vegetal del área incluye ejemplares de huingán (Schinus polygamus), yaqui (Colletia spinosissima) y coirón (Festuca gracillima), entre otras, que alternan con algunos ejemplares aislados de maitén (Maytenus boaria) y ñire (Nothofagus antarctica).
La fauna no ha sido estudiada en profundidad. Por analogía con las zonas cercanas, se asume que incluye  zorros (Lycalopex griseus), zorrinos (Mephitidae), tucos tucos (Ctenomys) y varias especies de aves.